# Agapostemon poeyi
Agapostemon poeyi là một loài Hymenoptera trong họ Halictidae. Loài này được Lucas mô tả khoa học năm 1856.